# ガレージシャンソンショー
ガレージシャンソンショーは、日本の2人組音楽ユニット。

## メンバー
- 山田晃士 - ボーカル
- 佐藤芳明 - アコーディオン

## 人物
シンガーソングライターとしても活動するボーカリストの山田晃士と、アコーディオン奏者の佐藤芳明によるシャンソン・デュオ。山田は何の束縛も制約もない"剥き出しの歌"を求め、佐藤は革新的で過激なアコーディオン奏者としての自分を追求するために結成。そのユニット名さながらのフランスを中心とする欧州的デカダンな匂いのする音楽を基本に、メッセージ性と叙情性にこだわった世界を独自のアレンジで聴かせる個性的なスタンスを確立させている。
ユニット名はともにパリに在住していたことがあるという2人の経歴に由来し、欧州文化に憧れつつもそれを悟られぬ様に皮肉ってしまう、といったややひねくれた天の邪鬼的性質の表れである。また"ガレージシャンソン"とは山田の造語であり、シャンソンが持つブルジョワジー的要素を排除し、その毒性や変態性の部分を強く押し出したもの。

## 略歴
2001年、山田が佐藤を誘って結成。
2003年、1stアルバム『ガレージシャンソンショー』をリリース。
2006年、活動休止。
2013年、活動再開。

## ディスコグラフィー

### アルバム
|     | 発売日         | タイトル                     | 規格 | 規格品番  | レーベル   | 備考 |
| --- | -------------- | ---------------------------- | ---- | --------- | ---------- | ---- |
| 1st | 2003年09月26日 | 『ガレージシャンソンショー』 | CD   | KICS-1034 | SEVEN SEAS |      |
| 2nd | 2005年05月25日 | 『狂歌全集』                 | CD   | KICS-1179 | SEVEN SEAS |      |
| 3rd | 2016年11月16日 | 『13〜treize〜』             | CD   | SBCD-1601 | SONG BIRD  |      |